# بیکنی
بیکنی (Bikni)، به معنای کوه لاجورد، نامی است که برخی آن را با نام کوه دماوند یکی دانسته‌اند. نام دماوند در تورات آمده و صورت کهن آشوری آن بیکن است(ری باستان ۲/۶۴۲»

## تاریخچه اصطلاح بیکنی
نام دماوند در نبشته‌های آشوریان به گونهٔ بیکنی آمده و آنجا را آخر دنیا می‌پنداشتند. آغاز وقایع سرزمین ماد در نوشته‌های اسرحدون مربوط به سال ۶۷۳ (پیش از میلاد) چنین است: سپاهیان آشور به کشور مادهای دور دست لشکر کشیدند تا مرز بیابان نمک‌زار و پای کوه بیکنی (دماوند) و ناحیه پاتشوعارا به پیش رفتند در این میان دو خداوند دهکده (بلالی) نیز دستگیر شدند. کسان و اطرافیان و دام‌های ایشان نیز به دست آمد.
در شاهنامه حکیم طوس فردوسی نیز دو اصطلاح مشابه منقول است یکی بیکند و دیگری پیکند که حتماً سخن از هر دو اصطلاح در شاهنامه به یک نقطه مکانی یا جغرافیایی اشاره می‌نماید. زوتهماسپ فقط پنج سال حکومت داشت و به سبب کهولت سن نتوانست پیش از این بر تخت شاهی تکیه نماید اما واقعه مهمی که در دوران او وقوع یافت قحط سالی شدید بود به‌طوری همه ایرانیان و تورانیان آن را بلای آسمانی پنداشته و کین‌ها را از دل شستند تا باران رحمت فرود آمد. در دوره زوتهماسپ اشاره‌ای به پیکند شده که در ساحل دریا بوده یا آن سرزمین از یک جهت منتهی به دریا می‌گشت:
| بر آن برنهادند هر دو سخن    |  | که در دل ندارند کین کهن     |
| ببخشند گیتی به رسم و به داد |  | ز کار گذشته نیارند یاد      |
| ز دریای پیکند تا مرز تور    |  | ازان بخش گیتی ز نزدیک د دور |
| روارو چنین تا به چین و ختن  |  | سپردند شاهی بر آن انجمن     |

اصطلاح بیکنی یا بیکن ممکن است به دو کلمه اصلی بی و کن تجزیه شود که بی در زبان معیار همان عدد یک است یعنی هر چیز واحد و تک و کن هم از اصطلاحات اوستایی است و در زبان فارسی همان مفهوم ده یا دهکده را می‌رساند در اینصورت مجموع واژه بیکن به مفهوم ده یا دهستان بوده ولی استثناً از شهرت استثنایی برخوردار بوده است.